# Telephony Service Provider
Telephony Service Provider (TSP) wird bei Telefonanlagen eingesetzt, um TAPI-Funktionen über das angeschlossene LAN zu transportieren.
TSP kommt beim computerunterstützten Telefonieren (CTI) zum Einsatz.
Werden Computer nicht direkt über TAPI und serielles Kabel an das Telefon angeschlossen, muss ein vermittelnder Dienst eingesetzt werden.
Sind die PCs indirekt über das LAN und die Telefonanlage mit den Telefonen verknüpft, wird die Verknüpfung über einen TSP hergestellt. Auf dem PC wird ein TAPI-Treiber (Remote-TSP) installiert.